# Richard Habenicht (Lehrer)
Karl Richard Leopold Habenicht (* 26. August 1828 in Meißen als Carl Richard Leopold Habenicht; † 29. Mai 1890 in Niederlindewiese) war ein deutscher Lehrer und Autor.

## Leben und Wirken
Nach Schulbesuch und einer Lehrerausbildung wurde Habenicht 1854 Adjunkt des Königlichen Schullehrerseminars in Grimma. 1856 wechselte er als Oberlehrer an das Gymnasium nach Zittau. Ab 1867 war er Oberlehrer am Königlichen Gymnasium mit Realschule in Plauen im Vogtland, wo er 1873 zum vierten Oberlehrer und Klassenlehrer der Obertertia befördert wurde. Nachdem er 1885 schwer erkrankte, wurde er beurlaubt und trat 1887 in den Ruhestand. Er starb während eines Kaltswasserkuraufenthaltes in Österreich-Schlesien.

## Publikationen (Auswahl)
- Probeblätter aus meinem Gradus ad Parnassum. Zittau, 1859.
- Die Grundzüge der latein. Prosodie u. Metrik u. s. w. Leipzig, 1860. Teubner; 2. Aufl. 1868.
- Ein Stück Sündenregister der neuesten Gradus-Editoren, als Mscrpt. gedr. Zittau, 1866.
- (Hrsg.): J. Siebelis, Tirocinium poetieum. Leipzig, 8. Aufl. 1869; 9. Aufl. 1871; 10. Aufl. 1873.
- Das Lied von Germania’s Größe. Epos in drei Gesängen. Plauen, 1873.